# Скат (спецпідрозділ)
«Скат» — загін бойових плавців Внутрішніх військ МВС України, який існував у 1999—2014 роках. Дислокувався у Автономній Республіці Крим.

## Історія
Підрозділ було сформовано 13 травня 1999 року у складі Національної гвардії України.
30 січня 2000 року Національну гвардію було розформовано, а загін передано до складу Внутрішніх військ МВС України.

## Озброєння

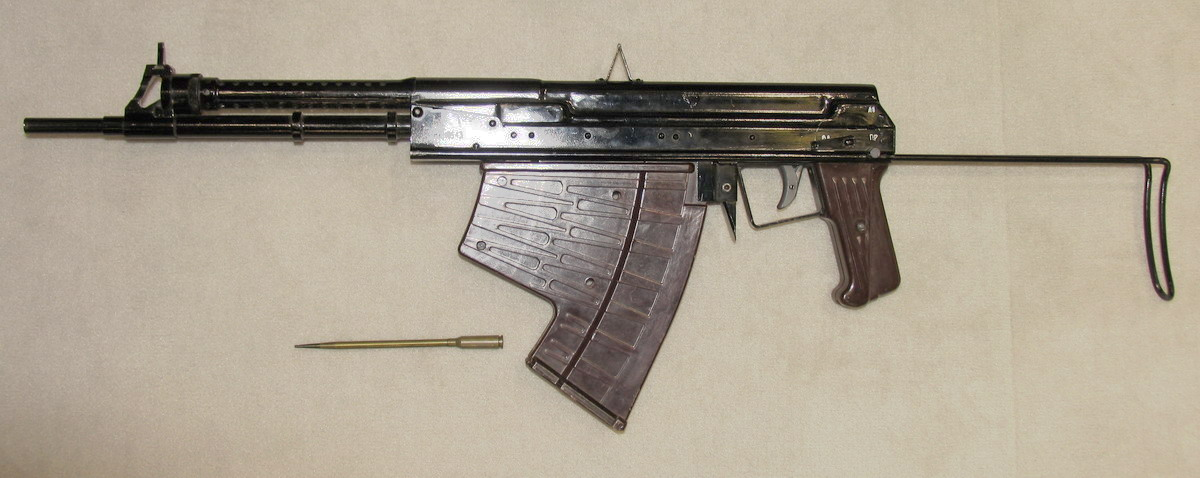
Автомат підводний, спеціальний

- АПС (автомат підводний спеціальний)
- підводний пістолет
- два види спеціальних ножів
- переносний реактивний гранатомет МРГ-1
- підводний пересувний засіб «Протон»

## Задачі
- охорона портових та гідротехнічних конструкцій, особливо важливих об'єктів, морських суден;
- боротьба з тероризмом на воді та під водою;
- знешкодження вибухових пристроїв на воді та під водою;
- рятувальні роботи;
- участь у ліквідації стихійних лих та техногенних катастроф.